# Pytten
Eirik Hundvin, bedre kendt under navnet Pytten, er en norsk producer og lydtekniker, som har arbejdet med mange klassiske black metal-album. Næsten alle album blev indspillet i Grieghallen i Bergen.

## Producerede album
Aeternus
- Beyond the Wandering Moon
- ...And So The Night Became
- Shadows Of Old
- Burning the Shroud
- Ascension Of Terror
- A Darker Monument

Borknagar
- Borknagar

Burzum
- Burzum
- Aske
- Det Som Engang Var
- Hvis Lyset Tar Oss

Corona Borealis
- Cantus Paganus

Einherjer
- Dragons of the North
- Far Far North

Enslaved
- Vikingligr Veldi
- Frost (hvorpå han også spiller båndløs bas på sporet "Yggdrassil")
- Eld
- Monumension
- Below the Lights
- Isa

Emperor
- In the Nightside Eclipse
- Reverence
- Anthems to the Welkin at Dusk

Gorgoroth
- Pentagram
- Antichrist
- Under The Sign Of Hell
- Destroyer, or About How to Philosophize with the Hammer

Hades
- ...Again Shall Be
- Dawn of the Dying Sun
- Millennium Nocturne

Helheim
- Jormundgand
- Av Norrøn Ætt
- Yersina Pestis

Immortal
- Diabolical Fullmoon Mysticism
- Pure Holocaust
- Battles in the North

Malsain
- They Never Die

Mayhem
- De Mysteriis Dom Sathanas

Obtained Enslavement
- Witchcraft

Old Funeral
- The Older Ones

Taake
- Nattestid Ser Porten Vid
- ...Doedskvad

Thorium
- Ocean of Blasphemy

Trelldom
- Til Et Annet
- Til Minne...

Windir
- Arntor